# Владислав Шчепањак
Владислав Шчепањак (19. мај 1910 — 6. мај 1979) био је пољски фудбалер. Био је капитен Полоније из Варшаве, клуба чији је истакнути симбол постао. Шчепањак је такође представљао репрезентацију Пољске.

## Фудбалска каријера
Шчепањак је дебитовао 1928. године као нападач. После неколико година прешао је у одбрану, поставши један од стубова Полонијиног тима, као и њен капитен.
Његов деби за репрезентацију Пољске догодио се 1930. године, током утакмице против Шведске. Његова каријера је трајала скоро 20 година. Његова последња утакмица, 1947. године, такође је била против Шведске.
Шчепањак је укупно одиграо 34 утакмице за репрезентацију, а у већини утакмица је био капитен. Учествовао је на Летњим олимпијским играма 1936. године, где је Пољска завршила на четвртом месту. Такође, био је капитен на утакмици Пољске против Бразила на Светском првенству у фудбалу 1938. године . Утакмица је одиграна 5. јуна 1938. у Стразбуру, у Француској, коју је Пољска изгубила резултатом 5 : 6.
Током Другог светског рата, учествовао је у незваничним фудбалским првенствима, упркос чињеници да су немачке окупационе снаге забраниле Пољацима да организују фудбалске утакмице. Под његовим вођством, подземни тим Полоније постао је шампион Варшавског округа 1942. и 1943. године. 
Сахрањен је у породичној гробници на гробљу Бродно.